# 安静街道
安静街道是中国黑龙江省哈尔滨市道里区下辖的一个街道。

## 行政区划
安静街道下辖8个社区：安正社区、安康社区、安顺社区、安松社区、安升社区、安静社区、安良社区、安国社区。